# 桂川甫周
桂川 甫周（かつらがわ ほしゅう、宝暦元年（1751年） - 文化6年6月21日（1809年8月2日）は、医師及び蘭学者。桂川家第4代当主。諱は国瑞（くにあきら）であり、甫周は通称である。月池・公鑑・無碍庵などの号を用い、字は公鑑。桂川甫三の子で、弟に森島中良（蘭学者・戯作者）がいる。
桂川家において甫周を名乗る者は2名おり、それぞれ桂川家の祖である桂川甫筑から数えて、4代目と7代目に当たる。また5代目にあたる桂川甫筑国宝（ほちく・くにとみ）も一時期甫周を名乗った記録がある。本項では4代目甫周について記述する。

## 生涯
宝暦元年（1751年）、桂川家3代当主・桂川甫三の長男として生まれる。桂川家は、江戸幕府第6代将軍・徳川家宣の侍医を務めた桂川甫筑（1661年 - 1747年、本名・森島邦教）以来代々将軍家に仕えた幕府奥医師であり、特に外科の最高の地位である法眼を務め、そのため蘭学書を自由に読むことが許されていた。甫筑は大和国山辺郡蟹幡に生まれ、平戸藩医嵐山甫安にオランダ外科を学び、甫安より桂川の姓を受け、甲府藩主・徳川綱豊（のちの家宣）の侍医を経て幕府医官から法眼にまでなった。桂川甫三は、前野良沢・杉田玄白と友人であり、『解体新書』は甫三の推挙により将軍に内献されている。
明和8年（1771年）、21歳でオランダの医学書『ターヘル・アナトミア』（『解体新書』）の翻訳に参加し、安永3年（1774年）の刊行に至るまで続けた。
安永5年（1776年）には、オランダ商館長の江戸参府に随行したスウェーデンの医学者であるカール・ツンベルクから中川淳庵とともに外科術を学び、ツンベルクの著した『日本紀行』により甫周の名は淳庵とともに海外にも知られることとなる。天明4年（1784年）、34歳の時『万国図説』を著す。
教育者としても優れ、幕府が設立した医学舘の教官として任じられた他、享和2年（1802年）には『顕微鏡用法』を著し、顕微鏡を医学利用した初めての日本人として知られるとともに、その使用法の教授を将軍徳川家斉らに行い普及に努めた。また、オランダ商館長から贈られた蝋製の人頭模型を基に、日本初の木造人頭模型の作成を指示したなどの功績が有る。また、宇田川玄随にゴルテルの内科書を与え『西説内科撰要』を訳させた（日本最初の西洋内科学書）。
寛政4年（1792年）、ロシアから伊勢国の漂流民である大黒屋光太夫、磯吉が送還された。翌寛政5年、将軍家斉は吹上御所において光太夫らを召し出して謁見をした。「かの国（ロシア）では日本のことを知っているか」との質問に、光太夫は「いろいろな事をよく知っています。……日本人としては、桂川甫周様、中川淳庵様という方の名前を聞きました。日本の事を書いた書物の中に載っているとの事です」と答えた。このときの書記役は甫周であり、問答を『漂民御覧記』としてまとめた。のちに光太夫を訪ね、詳しい話を聞き取り、『北槎聞略』を編み将軍に献上している。
他に、『新製地毬萬國圖説』（1786年）、『地球全図』（1791年）、『魯西亜志』（1793年）など、外国地理に関する訳書がある。また、江戸時代の代表的な通人である十八大通の一人に名を連ねている。ただ一方で、甫周は才人にありがちな、やや狷介な側面もあったらしい。甫周が幼い頃教えを受けた角田青渓の子で、一時は同居し兄弟のように育った経世家・海保青陵は、甫周の才能にはとても敵わないと高く評価しつつも、才のない人とは話すことが出来ない人、とも評している。
死後、東京都目黒区三田の上行寺の桂川家一門の墓に葬られたが、同寺の移転に伴い、現在は神奈川県伊勢原市上粕屋に墓が存在する。また、東京都にあるときに史跡指定を受けているため、都指定史跡の看板が神奈川県の同寺内に掲げられている。
いくつかの資料は、7代目桂川甫周の次女である今泉みねの子孫の手により早稲田大学に寄贈されており、同大学で公開展も行われたことがある。また、桂川家の館は東京都中央区築地1丁目10番地にあたり、現在同地に碑が立っている。

## 4代甫周が登場する作品
- みなもと太郎「風雲児たち」（リイド社）
- 佐伯泰英「居眠り磐音 江戸双紙」　（双葉社）

## 伝記
- 戸沢行夫 『オランダ流御典医桂川家の世界　江戸芸苑の気運』 築地書館、1994年、ISBN 978-4-8067-6706-0
- 戸沢行夫 『江戸がのぞいた＜西洋＞』 教育出版〈江戸東京ライブラリー〉、1999年、ISBN 978-4-3163-5760-7